# Чир-Унвд
Чир-Унвд — село в Тымовском городском округе Сахалинской области России.

## География
Село находится на берегу реки Тымь, на расстоянии 55 км к северу от посёлка городского типа Тымовское, административного центра округа.

## Население
| 2002 | 2010 | 2013 | 2021 |
| ---- | ---- | ---- | ---- |
| 292  | ↘249 | ↘231 | ↗271 |

### Половой состав
Согласно результатам переписи 2002 года, в селе проживало 292 человека (174 мужчины и 118 женщин).

### Национальный состав
Согласно результатам переписи 2002 года, в национальной структуре населения нивхи составляли 69 % из 292 чел.

## Улицы
| - ул. Больничный, - ул. Матирного, - пер. Новый, | - пер. Озёрный, - ул. Октябрьская, - ул. Советская. |